# Gunnar Sterner
Ernst Gunnar Ebbe Sterner, född den 25 mars 1920 i Stockholm, död den 12 juli 2007 i Tyresö församling, Stockholms län, var en svensk jurist.
Sterner avlade juris kandidatexamen vid Uppsala universitet 1944 och började tjänstgöra i Stockholms rådhusrätt samma år. Han blev assessor där 1958 och rådman 1965 (extra 1963). Sterner var lagman i Handens tingsrätt 1974–1985. Han var ordförande i Trafikskadenämnden 1981–1991 och i Statens nämnd för arbetstagares uppfinningar 1985–1997. Sterner blev riddare av Nordstjärneorden 1969. Han är begravd på Brännkyrka kyrkogård.